# Порядок спасения
Порядок спасения разработан в протестантской теологии 17 века и отмечал последовательность ступеней совершенствования человека. Основой для расширенного понимания порядка стала интерпретация фрагмента из Деяний апостолов (Рим. 8:29)

## Лютеранская версия
1. Призвание (Vocatio): "Он избрал нас в нём прежде создания мира" (Еф. 1:4)
2. Просвещение (Illuminatio): (2Кор. 4:6)
3. Обращение (Conversatio): (Мф. 18:3; Деян. 11:21)
4. Возрождение (Regeneratio): "баня возрождения" (лат. lavacrum regenerationis - Тит. 3:5); "всякий верующий, что Иисус есть Христос, от Бога рожден" (1Ин. 5:1)
5. Оправдание (Justificatio): (Рим. 5:1; Рим. 5:9; Рим. 8:30; Гал. 2:16)
6. Обновление (Renovatio): "обновления Святым Духом" (лат. renovationis Spiritus Sancti  - Тит. 3:5)
7. Прославление (Glorificatio): "кого оправдал, тех и прославил" (лат. quos autem iustificavit illos et glorificavit - Рим. 8:30)

## Кальвинистская версия
призвание, возрождение, вера и раскаяние (обращение), оправдание, усыновление, освящение, стойкость, прославление
или
рождение свыше; действенный призыв; обращение, которое состоит из двух частей: покаяния и веры; оправдание; освящение

## Критика
Существовала версия (Дж. Эдвардс), что порядок спасения искусственен, а его ступени (призвание, возрождение и обращение) являются синонимами